# Dead & Company
Dead and Company es una banda de rock conformada por John Mayer (guitarra), Oteil Burbridge (bajo), Jeff Chimenti (piano y teclados) y los exmiembros de Grateful Dead: Mickey Hart (percusión), Bill Kreutzmann (batería) y Bob Weir (guitarra). La banda se formó en 2015, mientras Weir, Kreutzmann, Hart y Chimenti se preparaban para la serie de cinco conciertos titulada Grateful Dead: Fare Thee Well, junto con Trey Anastasio, Bruce Hornsby y Phil Lesh, exbajista de The Grateful Dead. Su propósito es continuar con el legado musical de The Grateful Dead y el guitarrista Jerry García retomando las canciones de la antigua banda en sus conciertos.

## Historia
John Mayer descubrió la música de The Grateful Dead en 2011, en el servicio de streaming de Pandora. La primera canción de la banda que le llamó la atención fue «Althea»; después empezó a investigar y a escuchar más canciones de la banda por el canal de radio de SiriusXM. La idea de crear Dead and Company surgió a principios del 2015, cuando John Mayer presentó el programa de televisión The Late Late Show con Bob Weir como invitado especial. Mayer y Weir tocaron dos canciones juntos durante el programa: «Althea» y «Truckin’». Tras esta experiencia decidieron crear una banda e iniciaron una gira por los Estados Unidos después de poco más de medio año. El primero de 22 conciertos tuvo lugar en Albany  el 29 de octubre de 2015. Después del éxito en taquilla de este tour, Dead and Company anunció una segunda gira de 24 conciertos para el verano de 2016. El último concierto fue el 30 de julio de 2016, en San Francisco. Desde entonces la banda ha continuado las giras anuales, aunque en 2020 cancelaron la mayoría de sus conciertos debido a la pandemia de COVID.
El 14 de marzo de 2017 John Mayer felicitó a The Grateful Dead por el 50 aniversario de su álbum debut en una  página entera de la revista Billboard. La felicitación contiene el logo de la banda seguido de una nota: «To the band that changed my life and for their music that keeps on coloring it in: Congratulations on the 50th anniversary of your debut álbum. Forever Grateful, John Mayer».
Bob Weir ha mencionado en entrevistas a Rolling Stone que un plan a futuro que le gustaría realizar con la banda un álbum de estudio que incluya canciones de The Grateful Dead que nunca fueron grabadas en estudio, además de nuevo material, compuesto por todos los integrantes de la banda. Meyer, por su parte, ha declarado sus intenciones de compaginar su carrera como solista con sus actuaciones en Dead & Company y su interés por grabar en estudio y componer nuevas canciones con la banda.